# Brandtriangeln

Brandtriangeln.

Brandtriangeln beskriver de grundläggande förutsättningarna för förbränning. För att en brand skall kunna uppstå krävs bränsle,syre och värme. I amerikansk litteratur läggs ibland en fjärde förutsättning till, en oförhindrad kedjereaktion, och triangeln blir en tetraeder. Om man skulle ta bort något av syre, bränsle eller värme så slocknar elden. För att sammanfatta allt måste elden ha bränsle, syre och värme.
Brandtriangeln kan däremot inte användas för att förklara hur bränder slocknar. Att bränder slocknar beror snarare på att energibalansen störs: för mycket termisk barlast i flamman måste värmas upp. Då kan inte flamtemperaturen hållas uppe. När flamtemperaturen sjunkit tillräckligt lågt (ca 1600K om man räknar adiabatiskt) kan inte radikaler existera längre. Radikalerna är helt nödvändiga för att de kemiska reaktionerna skall kunna fortsätta. Denna förklaring bygger på värmeinnehållet i flamman, en termisk modell.
Några exempel på hur olika släckmedel fungerar:
- Vatten kyler bränsleytorna som slutar att avge brännbara gaser (pyrolysera)
- Skum fungerar på motsvarande sätt, tillförseln av brännbar gas till flamman minskar. Då minskar den frigjorda energimängden och flamman blir kallare, till slut så kall att inte radikalerna kan existera
- Pulver fungerar som termisk barlast i flamman. Pulverkornen värms upp av flamman och för det åtgår energi vilket leder till en temperatursänkning i flamman.
- Koldioxid och de andra släckgaserna fungerar likadant som pulver. Gasen stjäl värme från flamman, som därmed inte orkar hålla uppe temperaturen. Halon har denna verkan till ca 95%, samt även en liten kemisk inhibitorisk verkan. Hos halon handlar det om att det bildas bromradikaler som "dödar" andra radikaler.

Referens: Särdqvist, Stefan (2007) "Vatten och andra släckmedel", Räddningsverket, Karlstad